# Équipe de France de roller in line hockey
 (mars 2013).
Pour les articles homonymes, voir Équipe de France.
Cet article traite de l'équipe masculine. Pour l'équipe féminine, voir Équipe de France de roller in line hockey féminin.
L'équipe de France de roller in line hockey est la sélection des meilleurs joueurs français de roller in line hockey. En juillet 2009, la France se situe au 5e rang mondial au niveau masculin; et pour la première fois en 2017 elle devient championne du monde.

## Joueurs du championnat du monde FIRS 2017
Liste des joueurs sélectionnés pour le Championnat du monde FIRS 2017 à Nanjing (Chine).
| Joueur                | Club              | Poste   |
| --------------------- | ----------------- | ------- |
| Jérôme Salley         | Angers            | Gardien |
| Roman De Préval       | Montigny-les-Metz | Gardien |
| Jean François Ladonne | Angers            | Arrière |
| Maxime Langlois       | Garges            | Arrière |
| Romain Horrut         | Bordeaux          | Arrière |
| Benjamin Tijou        | Angers            | Arrière |
| Antoine Rage          | Caen              | Arrière |
| Lambert Hamon         | Grenoble          | Arrière |
| Baptiste Bouchut      | Angers            | Avant   |
| Renaud Crignier       | Amiens            | Avant   |
| Clément Belot         | Caen              | Avant   |
| Jérémy Lapresa        | Grenoble          | Avant   |
| Jolan Mogniat-Duclos  | Grenoble          | Avant   |
| Karl Gabillet         | Rethel            | Avant   |
| Théo Fontanille       | Caen              |         |
| Pierre-Yves Albert    | Angers            |         |

Sélectionneur / Entraîneur : Geoffroy Tijou et Bernard Seguy.

## Joueurs du championnat du monde FIRS 2009
Liste des joueurs sélectionnés pour le Championnat du monde 2009.
| Joueur                | Club                  | Poste             |
| --------------------- | --------------------- | ----------------- |
| Terry Lefranc         | Rethel                | Gardien           |
| Hugo Rebuffet         | Villeneuve la Garenne | Gardien           |
| Jean François Ladonne | Anglet                | Arrière           |
| Jonathan Ostre        | Toulouse              | Arrière           |
| Julien Thomas         | Rethel                | Arrière           |
| Orlando Cudicio       | Rouen                 | Arrière           |
| Vincent Charbonneau   | Angers                | Arrière           |
| Geoffroy Tijou        | Angers                | Arrière Capitaine |
| Alexis Gomane         | Caen                  | Arrière           |
| Jimmy Lefranc         | Rethel                | Avant             |
| Karl Gabillet         | Angers                | Avant             |
| Benoît Ladonne        | Anglet                | Avant             |
| Renaud Crignier       | Amiens                | Avant             |
| Jérémy Lapresa        | Grenoble              | Avant             |
| Romain Horrut         | Bordeaux              | Avant             |
| Jean François Zapata  | Angers                | Avant             |

Sélectionneur / Entraîneur : Bernard Seguy.
Adjoint : Olivier Dimet.
Kinésithérapeute : Antoine Carreyn.
Préparateur physique : Stéphane Bard.

## Joueurs du championnat du monde FIRS 2007
Liste des joueurs sélectionnés pour le Championnat du monde 2007.
| Joueur               | Club     | Poste    |
| -------------------- | -------- | -------- |
| Terry Lefranc        | Rethel   | Gardien  |
| Hugo Rebuffet        | Grenoble | Gardien  |
| Jonathan Ostre       | Anglet   | Arrières |
| Hugo Notturno        | Grenoble | Arrières |
| Julien Thomas        | Rethel   | Arrières |
| Geoffroy Tijou       | Angers   | Arrières |
| Jimmy Ferrez         | Anglet   | Arrières |
| Alexis Gomane        | Caen     | Arrières |
| Renaud Crignier      | Amiens   | Avants   |
| Jimmy Lefranc        | Rethel   | Avants   |
| Karl Gabillet        | Angers   | Avants   |
| Paul Fayault         | Rethel   | Avants   |
| Benoît Ladonne       | Anglet   | Avants   |
| Romain Horrut        | Bordeaux | Avants   |
| Jean François Zapata | Grenoble | Avants   |

Sélectionneur / Entraîneur : Bernard Seguy, assisté de Olivier Dimet.

## Palmarès auxchampionnats du monde
- 2018 - 2e place,  médaille d'argent
- 2017 - 1re place,  médaille d'or
- 2016 - 3e place,  médaille de bronze
- 2015 - 2e place,  médaille d'argent[4]
- 2014 - 9e place
- 2011 - 5e place
- 2010 - 4e place
- 2009 - 5e place
- 2008 - 2e place,  médaille d'argent
- 2007 - 4e place
- 2006 - 5e place
- 2005 - 3e place,  médaille de bronze
- 2004 - 7e place
- 2003 - 4e place
- 2002 - 4e place
- 2001 - 7e place
- 2000 - 4e plac
- 1999 - 5e plac
- 1998 - 5e plac
- 1997 - 6e place
- 1996 - 2e place,  médaille d'argent (1er participation)